# Robert Johnsen
Robert Jacob Johnsen (Copenhaguen, 23 de juny de 1896 – Gentofte, 31 d'agost de 1975) va ser un gimnasta artístic danès que va competir a començaments del segle xx.
El 1920 va prendre part en els Jocs Olímpics d'Anvers, on va guanyar la medalla d'or en el concurs per equips, sistema lliure del programa de gimnàstica.